# Колесніков Денис
Денис Колесніков (нар. 4 червня 1982 року, місто Тинда Амурської області) — російський професійний радіоведучий, ді-джей, перекладач, засновник і голос проекту «Кураж-Бамбей». Озвучив російською мовою багато церемоній, премій та модних показів.

## Біографія

Телесеріал «Як Я Зустрів Вашу Маму», перекладений та озвучений російською мовою Денисом

Денис Колесніков народився у 1982 році на Далекому Сході, у «столиці БАМу» місті Тинда, пізніше із сім'єю переїхав у Тольятті. Після школи займався дизайном. З 2000 року працює MC під псевдонімом Mr.Dee.
У 2002 році Колесніков перемагає в «Шоу Справжніх Емінемів» на телеканалі MTV в Росії і отримує право поїздки в США (Сан-Франциско) та можливість послухати концерт Eminem. У 2005 році він, на чолі групи «Дівіжн Продакшнс», випускає музичний альбом в стилі intellegent urban music. 2006—2009 рр — ді-джей на радіо Next! (Москва) і «Август» (Тольятті). У 2008 році він озвучує голлівудську комедію «Як я зустрів вашу маму». Також Денис переклав усі частини книги «Кодекс братана» і The Playbook, що є редакціями вищезгаданого серіалу. Він працював над короткометражкою Роберта Родрігеса «Чорна Мамба», яка вийшла в Росії в озвучуванні «Кураж-Бамбей».
У 2008 році Денис починає роботу над комедійним серіалом «Всі ненавидять Кріса», яку закінчує тільки через 2 роки. Були й інші переклади, такі як комедійний серіал «Теорія великого вибуху» 2007 року і велика робота в комедії «Майк і Моллі» у 2010 році.
У 2011 році Денис Колесніков працював зі студією «Піфагор» над перекладом та озвучуванням кінофільмів «Дуже погана вчителька», "Хоробрі перцем " і т. д.
Зараз Денис Колесніков професійний радіоведучий, веде низку сценічних шоу, займається перекладом і озвучуванням художніх фільмів.
Як зізнається автор, перекласти дослівно — означає нарватися на ценз від кінокритиків, а тому доводиться «пом'якшувати» дослівний переклад.